# Regne de Sitawaka
El regne de Sitawaka (Singalès: සීතාවක) fou un regne localitzat al sud-centre de Sri Lanka. Va emergir de la divisió del regne de Kotte seguint l'assassinat de Vijayabahu VII el 1521, i en el transcurs dels següents setanta anys van arribar a dominar bona part de l'illa. Sitawaka també va oferir una resistència ferotge als portuguesos, que havien arribat a l'illa el 1505. Malgrat els seus èxits militars, Sitawaka va restar inestable, havent de enfrontar repetides revoltes en els seus territoris de Uda Rata, així com un ample i sovint devastador conflicte amb els portuguesos. Sitawaka es va desintegrar aviat després de la mort del seu darrer rei Rajasinha I el 1594. La capital fou la ciutat de Sitawaka, prop del lloc on avui dia hi ha la ciutat de Avisawella.

## Història

### Fundació
El Regne de Kotte havia estat el poder principal de Sri Lanka occidental des de la seva fundació a primers del segle xv; sota Parakaramabahu VI, va estar unida per darrera vegada tota l'illa de Sri Lanka sota la seva corona. Pel 1467, tanmateix, el regne de Jaffna al nord havia afirmat la seva independència. El 1505 els portuguesos van arribar a Sri Lanka; per 1518 una gran flota de vaixells portuguesos havia arribat a Colombo i començaren a construir un fort conegut com a Santa Bárbara. A l'est, el regne client de Kandy o Uda Rata per aquest temps operava amb un grau considerable d'independència.
Vijayabahu VII de Kotte (1509–1521) va ser deposat el 1521 en un cop de palau conegut com l'espoli de Vijayabahu, pels seus tres fills que van témer per la seva successió al tron que podria anar a parar a un quart fill, Devaraja. El fill gran va ser proclamat rei com Buvanekabahu VII, mentre els altres dos van reclamar parts de Kotte per a ells. Mayadunna fou el governant de Sitawaka i Pararajasinha va establir el regne de Raigama. El regne de Kandy o Uda Rata era fora del control de qualsevol d'aquests tres estats successors.
El regne de Sitawaka inicialment cobria una àrea relativament petita que incloïa Kosgama, Ruwanwella, Yatiyanthota, Hanwella, Padukka, Ehaliyagoda, Kuruwita i Ratnapura. El terreny era muntanyós, limitat a l'est per Kandy i sense accés al mar. La ciutat capital—moderna Avissawella—estava situada en un turó costerut a la base de turons de una altura d'uns 300 metres per sobre de la jungla circumdant.

### Ascens (1521–1551)
Aviat després del seu ascens al tron, Bhuvanekabahu VII va començar per enfortir les seves relacions amb el portuguesos per tal d'assegurar el seu tron de qualsevol repte potencial del seu germà de Sitawaka. Encara que la resistència local els va impedir de completar una fortalesa de Colombo que fou evacuada, el 1524 un agent portuguès (factor) es va quedar allí sota la protecció del rei. Les forces navals portugueses van començar a lluitar amb els malabars mappilas (al servei del Samorin de Calicut) pel domini de Cannanore. Quan Mayadunna va enfrontar-se a Kotte va fer aliança amb el Samorin i Bhunvanekabahu va rebre ajut de forces enviades pel virrei portuguès de Goa que va rebutjar als atacants. Un altre intent d'agafar Kotte el 1537 va fallar quan les forces de Mayadunna van ser derrotades per forces sota l'ordre del capità general portuguès de Colombo, Afonso de Sousa; una flota enviada de Calicut per assistir als atacants fou derrotada en aquesta ocasió pels portuguesos a Vedalai. Una treva fou negociada entre Sitawaka i Kotte en mig del conflicte, i Mayadunna va fer una campanya contra Uda Rata (o Kandy) i després va annexionar el regne de Raigama a la mort de Raigam Bandara (Pararajasinha) el 1538.
Dues invasions posteriors de Kotte van seguir en els següents cinc anys. La primera a començament de 1539, va fallar per la resistència organitzada pel mou capità-general portuguès a Colombo, Miguel Ferreira. Calicut un altre cop va proporcionar tropes i armament a Sitawaka; tanmateix, després de la derrota, Kulhenamarikkar i Pachimarikkar, dos dels generals del Samorin, van ser entregats als portuguesos i l'aliança entre Calicut i Sitawaka es va acabar. El 1543 es va saber que Bhuvanekabahu havia anomenat el seu net Dharmapala com el seu successor el que va provocar una altra invasió, un altre cop rebutjada amb l'ajut forces portugueses sota les ordres del nou capità-general, António Barreto.

### Conquesta de Kotte (1551–1581)
La implicació portuguesa en la política interna de Kotte va augmentar amb l'arribada el 1550 del governador Afonso de Noronha i un contingent d'uns 500 soldats portuguesos. Els portuguesos van saquejar Sitawaka més tard en aquell any, però no van poder retenir la ciutat. Els relats indiquen que Mayadunna havia adoptat una política de simplement evacuar la seva capital i retrocedir al terreny circumdant quan els portuguesos s'apropaven, deixant el palau que fou cremat i estenent tela blanca en el sòl com a benvinguda pels invasors. Una vegada que els invasors havien deixat la capital, les forces del rei llavors els assetjarien al llarg de la ruta seguint el riu Kelani.
El1551 Bhuvanekabahu fou assassinated i proclamat Dharmapala, qui va confiar fortament en els seus aliats europeus per mantenir el seu control sobre el regne. Una nova fortalesa portuguesa va ser construïda a Colombo el 1554, i per 1556 els 70.000 habitants en la proximitat del fort de Colombo s'havien convertit a Catolicisme.

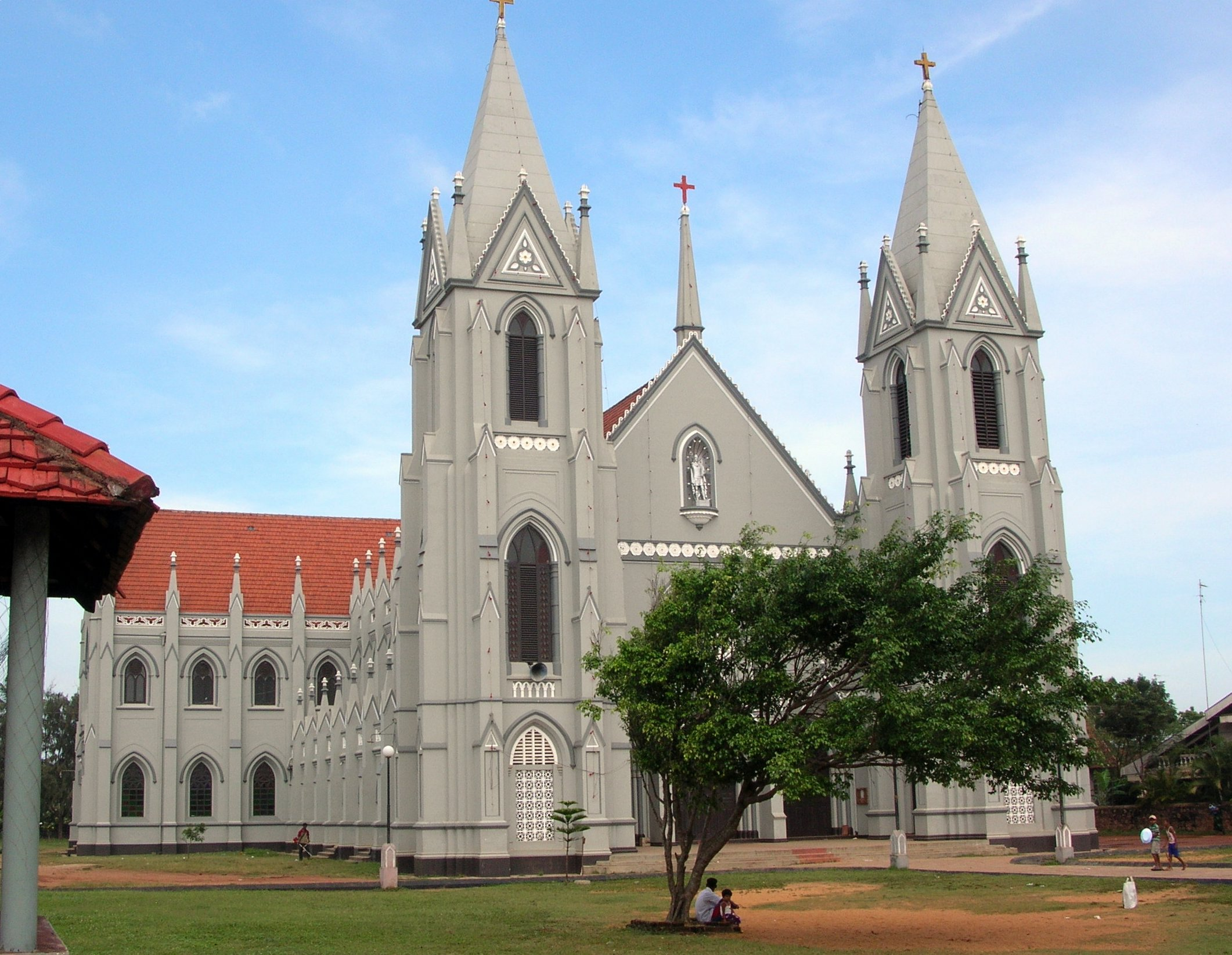
Una església catòlica a Negombo. L'extensió del cristianisme era un factor important en els conflictes de Sri Lankan dels segles i

El rei Dharmapala es va convertir al Catolicisme el 1557 i va adoptar el nom Dom João Pereira Bandara. Molts membres del clergat budista i comuns van fugir del regne temerosos d'una persecució en mig de rumors de que s'anaven a forçar les conversions. Potser més significativament, la relíquia de la Dent —l'objecte més sagrat en la terra i un símbol tradicional d'herència i autoritat reial—fou portat fora de Kotte i depositat a Delgamu Viharaya a Ratnapura. Les reclamacions portugueses de que havien cremat la relíquia (els singalesos afirmaven que era una copia) van inflamar el ressentiment del populatxo. Una invasió de Sitawaka aquell any fou rebutjada pel Capità-General Dom Afonso Pereira de Lacerda.
Kotte va contraatacar el 1562, amb Lacerda dirigint una força substancial de Colombo al llarg de les ribes del riu Kelani. A Mulleriyawa van trobar una força dirigida per Tikiri Banda, fill de Mayadunna; en la subsegüent batalla (anomenada Mulleriyawa Satana) un número significatiu de portuguès i diversos milers delascarins van ser morts, i la força d'invasió derrotada. La victòria fou un impuls psicològic enorme per les forces de Sitawaka, que es va reflectir en el príncep Tikiri Banda que va agafar el nom de Rajasinha "rei lleó".
Aprofitant el seu avantatge, Mayadunna i Tikiri Bandara (Rajasinha) van llançar un dos forts atacs a Kotte el 1564, posant setge tant a Kotte com a Colombo. Les forces portugueses van ser forçades a retrocedir de Kotte amb Dharmapala, deixant a Sitawaka amb el control de molta part del regne. Importants guarnicions de Sitawaka van ser establertes a Wattala, Nagalagama i Mapane. Tanmateix una estreta franja costanera que anava de Negombo a Galle i incloent el fort de Colombo, va ser mantinguda pels portuguesos aprovisionada per mar per vaixells portuguesos i va restar mans portugueses fins després de l'esfondrament del regne de Sitawaka una generació més tard. Estratègicament, això els va habilitar per assetjar i portar a terme campanyes contra el regne sent la més notable la invasió de 1574 que va permetre saquejar Negombo, Kalutara i Beruwala. Les guarnicions de Sitawaka a Nagalagama i Mapane van ser expulsades, i els districtes de Weligama i Chilaw assolats. La influència portuguesa va culminar en la declaració de Dharmapala de 1580 que establia que a la seva mort, el regne de Kotte passaria a Manuel I de Portugal.

### Rajasinha I
Mayadunna va morir el 1581 i va ser succeït pel seu fill Rajasinha I. El 1582, el nou rei va envaïr i va conquerir el regne de Kandy a l'est, posant tota Sri Lanka sota el seu control excepte el regne de Jaffna i la franja costanera portuguesa a l'oest i sud. Karaliyadde Bandara, rei de Kandy, va fugir a Trincomalee i subsegüentmentva morir de verola; la seva filla, Kusumasana Devi, es va posar sota la protecció dels portuguesos que la van batejar com Dona Catherina i en la dècada següent va reclamar el tron de Kandy en el seu nom. El control de Rajasinha sobre l'àrea més llunyana fou afectada per la rebel·lió del seu virrei Wirasundara Mudiyanse. Encara que la revolta va ser aixafada, i Wirasundara assassinat, el seu fill Konappu Bandara va poder fugir a territori portuguès on fou batejat amb el nom de Don Juan d'Àustria, u fou després un dur adversari del rei de Sitawaka.
Intrigues portugueses en la cort de Rajasinha van tenir resultats dramàtics entre 1583 i 1587; nombrosos nobles va ser executats amb acusacions de traïció. Encara més greu, Rajasinha es va posar en contra del clergat budista després de la descoberta de col·laboració amb els seus enemics; els temples van ser destruïts, Sri Pada conquerit i donat a sacerdots hindús, i Rajasinha mateix es va convertir al hinduisme. Molts dels seus el van abandonar i van fugir a les muntanyes. A Kotte, el rei Dharmapala va formalitzar la seva donació de 1580 el 4 de novembre de 1583.

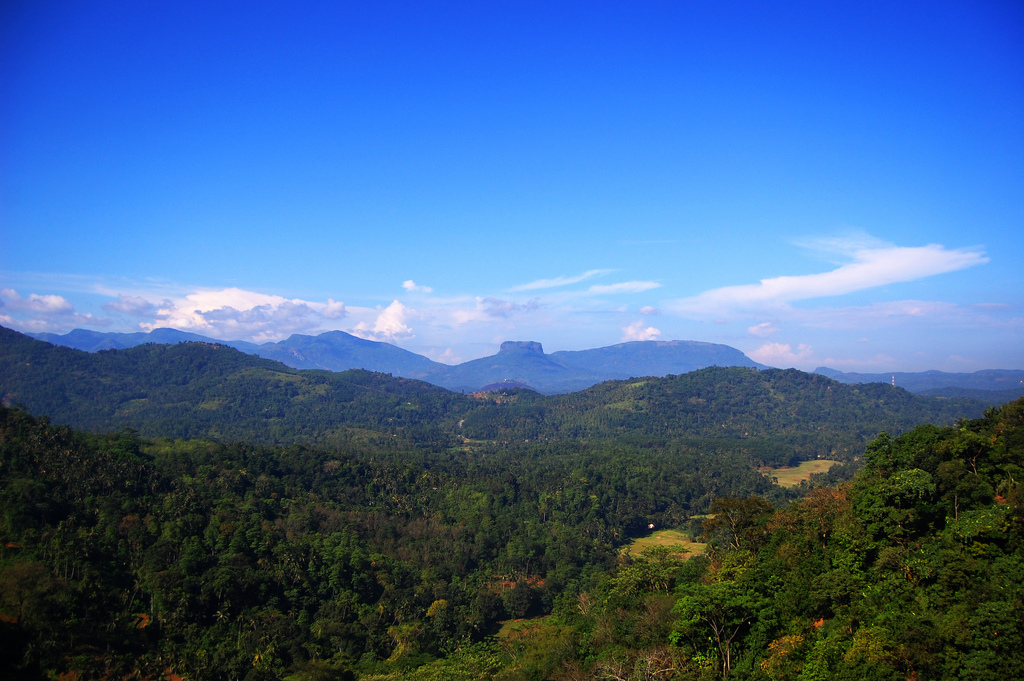
Les invasions successives van trobar difícil d'afirmar el seu control sobre el terreny muntanyós i selvàtic del regne de Kandy

Rajasinha va redoblar els seus esforços per expulsar els europeus i per 1587 va reunir una força d'uns 50.000 infants, així com elefants de guerra, cavalleria i un nombre de canons fabricats localment. L'exèrcit va començar el que fou un setge de vint-i-dos mesos de Colombo aquell mateix any. En l'absència d'una marina de Sitawaka els portuguesos—subministrats des de Goa via marítima—van poder aguantar aquest llarg període. Un canvi de política de Calicut va assegurar que no hi hi havia cap esperança de reeditar l'antiga aliança amb el regne indi del sud, i Rajasinha es va veure forçat a abandonar el setge el febrer de 1588 cap al interior.
El darrers anys del regnat de Rajasinha va ser gastat defensant les fronteres del regne, una tasca que es va fer més difícil per la invasió portuguesa del regne de Jaffna el 1591. L'any següent les forces portugueses breument van ocupar Kandy, però en van ser expulsats. No obstant això un nou, i formidable enemic havia emergit en la persona de Konappu Bandara, que havia retornat a Kandy en els primers anys de la dècada de 1590. Adoptant el nom Vimaladharmasuriya, va agafar el tron de Kandy, va retornar al budisme, i es va casar amb Donha Catherina per legitimar la seva reclamació al tron. El 1593 va derrotar a Rajasinha a Balane i Mawela, assegurant la independència de Kandy amb relació a Sitawaka. Rajasinha va morir l'any següent.
Malgrat els èxits impressionants del regne, molt de la seva estabilitat era dependent en una successió llisa i un governant competent; la mort sobtada de Rajasinha el 1593 (el mateix any que els portuguesos van establir el seu primer Governador-General de Ceilan) va fer pujar al tron a Rajasuriya que no va reunir aquestes condicions successòries i en menys d'un any Sitawaka havia deixat de funcionar com a estat cohesionat.

### Estats successors i llegat
El 1594 les forces portugueses van saquejar la ciutat i van pressionar cap al interior en la campanya de Danture fins que van ser expulsats per forces de Kandy sota Vimaladharmasuriya. Els portuguesos van restar el primer poder en les terres baixes de Sri Lanka fins al segle xvii, quan foren finalment expulsat per Rajasinha II i els seus aliats holandesos.
Un restaurat regne de Kandy sota Vimaladharmasuriya també va saquejar Sitawaka, i va esdevenir la font important de resistència al poder europeu pels pròxim dos-cents anys. Avissawella va ser reduït a ser una ciutat de frontera, i el complex reial finalment va quedar perdut a la jungla fins que fou explorat pels britànics en el segle xix.